# Aloysius Sudarso
Aloysius Sudarso SCI (ur. 12 grudnia 1945 w Yogyakarcie) – indonezyjski duchowny katolicki, sercanin, arcybiskup Palembangu w latach 2003-2021.

## Życiorys
Święcenia kapłańskie przyjął 14 grudnia 1972 roku w zgromadzeniu Sercanów. 

## Episkopat
17 listopada 1993 roku został mianowany przez papieża Jana Pawła II biskupem pomocniczym Palembangu i biskupem tytularnym Bavagaliana. Sakry biskupiej udzielił mu w dniu 25 marca 1994 roku ówczesny biskup Palembangu – Joseph Hubertus Soudant. W dniu 20 maja 1997 roku został mianowany biskupem Palembangu. W dniu 1 lipca 2003 roku został mianowany arcybiskupem Palembangu. W latach 2012–2013 pełnił funkcję administratora apostolskiego diecezji Tanjungkarang. 3 lipca 2021 papież Franciszek przyjął jego rezygnację z funkcji arcybiskupa Palembangu.